# Melissa Hortman
Melissa Anne Hortman (cognom de naixement, Haluptzok; 27 de maig de 1970 - 14 de juny de 2025) va ser una política i advocada estatunidenca que va exercir com a 61a presidenta de la Cambra de Representants de Minnesota del 2019 al 2025. Membre del Partit Demòcrata-Agrari-Laborista, va representar les parts del nord de l'àrea metropolitana de Minneapolis-Saint Paul a la Cambra de Representants de Minnesota des del 2005 fins al seu assassinat el 2025. Va exercir com a líder de la minoria de la Cambra del 2017 al 2019 i com a presidenta de la Cambra del 2019 al gener del 2025. Durant el seu mandat, va defensar el transport, els drets mediambientals, el dret a l'avortament, la reforma policial i les polítiques de control d'armes. També va ser la creadora principal de l'estàndard estatal d'energia solar.
El 14 de juny de 2025, Hortman i el seu marit van ser assassinats a casa seva a Brooklyn Park (Minnesota).